# Leutendorf (Mitwitz)
Leutendorf ist ein Gemeindeteil des Marktes Mitwitz im oberfränkischen Landkreis Kronach in Bayern.

## Geographie
Das Dorf Leutendorf liegt etwa 18 Kilometer südöstlich von Coburg im Steinachtal am Fuß des Leutendorfer Forstes. Die Staatsstraße 2208 verbindet den Ort mit Mitwitz und Beikheim. Der Ort ist über eine Anliegerstraße mit Häusles verbunden.

## Geschichte
Der Ortsname geht auf eine Person mit dem Namen Liutfried, Luitpolt oder auch Luitger zurück. Um 1190 erwarb Heinrich von Lichtenfels ein Gut in Lvitendorf und vermachte später einen Teil davon dem Kloster Michelsberg. 1196 hieß die Siedlung „Lutendorf“. 1263 übergab Albrecht von Leutendorf seine Güter in Leutendorf dem Kloster Sonnefeld. 1325 verkauften Adelheid und Engelhard von Langenstadt ihr Eigentum zu Leutendorf dem Kloster. 1353 kam der Ort mit dem Coburger Land im Erbgang zu den Wettinern und war somit ab 1485 Teil des Kurfürstentums Sachsen, aus dem später das Herzogtum Sachsen-Coburg hervorging. 1514 war das Kloster Sonnefeld Eigentümer des Dorfes. Im Jahre 1526 wurde das Kloster infolge der Reformation aufgelöst.
Nach dem Tod von Herzog Albrecht im Jahr 1699 kam Leutendorf als Exklave des Amtes Sonnefeld im Jahr 1705 zu Sachsen-Hildburghausen. 1826 gelangte das Amt Sonnefeld gemäß dem Teilungsvertrag zu Hildburghausen wieder zu Sachsen-Coburg.
1842 plante der Schulverband der Dörfer Leutendorf, Mödlitz, Horb und Lochleithen einen Schulhausbau. Anfang der 1830er Jahre wurde Leutendorf vom evangelisch-lutherischen Kirchensprengel Schmölz nach Gestungshausen umgepfarrt. 1835 wurde die Feuerwehr gegründet. Ortsteile waren der Weiler Häusles und die Einöde Rotberg. Ende des 19. Jahrhunderts wurde eine Steinachbrücke errichtet.
1920 bekam Leutendorf mit der Steinachtalbahn einen Anschluss an das Eisenbahnnetz. 1992 wurde die Strecke zurückgebaut.
Leutendorf, damals Leutendorf bei Coburg, wurde am 1. Juli 1972 aus dem Landkreis Coburg in den Landkreis Kronach umgegliedert. Am 1. Januar 1976 wurde die Gemeinde nach Mitwitz eingegliedert.
1987 hatte das Dorf 94 Einwohner und 22 Wohnhäuser.

## Einwohnerentwicklung
| Jahr | Einwohnerzahl |
| ---- | ------------- |
| 1925 | 101           |
| 1950 | 145           |
| 1987 | 94            |
| 2004 | 127           |

## Sehenswürdigkeiten
In der Liste der Baudenkmäler in Mitwitz sind für Leutendorf zwei Baudenkmale aufgeführt.